# Hyllus albocinctus
Hyllus albocinctus är en spindelart som först beskrevs av Tord Tamerlan Teodor Thorell 1899.  Hyllus albocinctus ingår i släktet Hyllus och familjen hoppspindlar. Inga underarter finns listade i Catalogue of Life.